# 渡辺高志
渡辺 高志（渡邉 高志、わたなべ たかし、1949年（昭和24年）9月23日 - ）は、日本のラジオディレクター、テレビプロデューサー。
元毎日放送（MBS）プロデューサーで、チーフプロデューサー、東京支社制作部長、専任局長等を歴任した。同社在籍時からアスタリスク株式会社を設立し、取締役副社長を渡邉高志名義で務める。

## 来歴・人物
東京都出身。早稲田大学政治経済学部（岩倉誠一ゼミナール第4期生）卒業後の1973年（昭和48年）にMBS入社。ラジオ営業部を経て、1979年（昭和54年）にラジオ制作部に異動。人気ラジオ番組『MBSヤングタウン』のディレクターを担当し、その頃から「コナベさん」と呼ばれていた（これは、「ヤンタン」創始者で初代プロデューサーの渡辺一雄と区別する為に、一雄の方を「オオナベさん」とした上で付けられた通称である）。1983年（昭和58年）にテレビ制作部へ異動し、MBSアナウンサー総出演番組『あどりぶランド』のディレクターなどを経験。その後、東京支社に異動して数々の全国ネット番組のプロデューサー・チーフプロデューサーを務めた。
東京支社制作部長、制作局専任局長を務め、2008年（平成20年）5月30日にMBS在籍中のまま小田原雅文とともに映像制作会社アスタリスクを設立し、取締役副社長へ就任。2009年（平成21年）9月23日をもって、MBSを定年退職した。

## 過去の担当番組
- MBSヤングタウン（ディレクター）
- あどりぶランド（ディレクター）
- Ryu's Bar 気ままにいい夜（プロデューサー）
- 紳助・ケントの世界がお呼びです!（プロデューサー）
- 今宵はKANKURO（プロデューサー）
- ダウトをさがせ!（プロデューサー）
- ジャングルTV 〜タモリの法則〜（プロデューサー）
- タモリのグッジョブ!胸張ってこの仕事（プロデューサー）
- 道浪漫（プロデューサー）
- THE!おいしい番組（プロデューサー）
- あったか生活!秘伝!カテイの魔法（チーフプロデューサー）
- 世界バリバリ★バリュー（プロデューサー）
- 明日使える心理学!テッパンノート（プロデューサー）ほか

## 関連人物
- 高橋信三
- 斎藤守慶
- 山本雅弘
- タモリ
- ビートたけし
- 明石家さんま
- 所ジョージ
- 島田紳助
- とんねるず（石橋貴明・木梨憲武）
- 大津びわ子
- 村上龍
- 第十八代中村勘三郎
- 徳光和夫